# 全国高校生グレコローマンスタイルレスリング選手権大会
全国高校生グレコローマンスタイルレスリング選手権大会（ぜんこくこうこうせいグレコローマンスタイルレスリングせんしゅけんたいかい）は、日本レスリング協会主催・全国高等学校体育連盟主管により、毎年8月に開催される高校グレコローマンスタイルレスリングの大会である。

## 概要
第1回は1984年に開催。開催地は持ち回りであるが、関東または関西での開催が多い。2020年は新型コロナウイルス感染症の拡大を防止するため中止。
同時期に開催される全国高等学校総合体育大会レスリング競技大会及び全国高等学校選抜レスリング大会はフリースタイルのみのため、この大会が高校グレコローマン最高峰となる。

## 競技方法
個人戦のみ。50kg級・55kg級・60kg級・66kg級・74kg級・84kg級・96kg級・120kg級の8階級。各都道府県1階級に付き2名まで（開催都道府県は3名まで）とする。ノックアウトトーナメントにより優勝を争う。3～8位はステップラダー方式の敗者復活戦で決定するが、順位決定戦は行わず、それぞれ両者同順位となる。
試合は3分2ピリオドで行われる。